# Harry Potter i el calze de foc
|  | Aquest article tracta sobre el llibre. Si cerqueu la pel·lícula, vegeu «Harry Potter i el calze de foc (pel·lícula)». |

Harry Potter i el calze de foc (títol original en anglès: Harry Potter and the Goblet of Fire) és una novel·la fantàstica escrita per l'autora britànica J. K. Rowling i la quarta novel·la de la sèrie de Harry Potter. L'obra té a Harry Potter com a protagonista, durant el quart curs a l'escola de bruixeria Hogwarts, i el misteri que envolta la inscripció d'en Harry al Torneig dels Tres Bruixots, en el qual es veu obligat a competir.
El llibre va ser publicat al Regne Unit per Bloomsbury i als Estats Units per Scholastic el 8 de juliol de 2000. Aquesta va ser la primera vegada que un llibre de la sèrie es publicava als dos països al mateix temps. La traducció al català de la novel·la feta per Laura Escorihuela es va publicar el 2001 per l'editorial Empúries. Després dels tres primers volums de la saga, orientats a un públic infantil-juvenil, el quart llibre de Harry Potter adquireix maduresa i extensió. Els primers tres llibres contenien al voltant d'unes 300 pàgines, mentre que, des de «Harry Potter i el calze de foc», els llibres són al voltant de 600 pàgines o més.
El mateix any, el llibre va ser la primera novel·la de la sèrie de guanyar un premi Hugo. La pel·lícula basada en el llibre dirigida per Mike Newell es va estrenar a tot el món el 18 de novembre de 2005 i el mateix any va ser doblada al català pels estudis Sonoblok. També se n'ha fet a un videojoc per Electronic Arts.

## Argument

### Context
Al llarg de les tres novel·les anteriors de la sèrie Harry Potter, el personatge principal, Harry Potter, ha lluitat amb les dificultats de créixer i el repte afegit de ser un bruixot famós. Quan en Harry era un nadó, Lord Voldemort, el bruixot de les forces del mal més poderós de la història, va matar els pares d'en Harry, però va ser misteriosament derrotat després d'intentar matar en Harry sense èxit. El seu intent va deixar una cicatriu en forma de llamp al front d'en Harry. Això va comportar a en Harry molta fama al món mag. Tot i això, després de la mort dels seus pares es va veure obligat a anar a viure amb els seus tiets muggles (no màgics), la Petúnia i en Vernon Dursley, i el seu fill Dudley.
Quan en Harry fa onze anys, s'assabenta que és un bruixot, gràcies a en Rubeus Hagrid, el guardabosc de l'Escola de Bruixeria Hogwarts, i s'hi acaba inscrivint. Fa amistat amb en Ron Weasley i l'Hermione Granger i s'enfronta a Lord Voldemort, que intenta recuperar el poder. El primer any d'en Harry, ha de protegir la pedra filosofal de Voldemort i un dels seus seguidors fidels a Hogwarts. Després de tornar a l'escola després de les vacances d'estiu, els estudiants de Hogwarts són atacats pel monstre llegendari de la cambra secreta després de l'obertura de la cambra. En Harry acaba amb els atacs matant el basilisc i frustrant un altre intent de Lord Voldemort per tornar a tenir totes les seves forces. L'any següent, en Harry sent que és l'objectiu de l'assassí en massa fugitiu Sirius Black. Malgrat les mesures de seguretat estrictes a Hogwarts, en Harry es troba amb en Black al final del tercer any a l'escola i descobreix que en Black va ser empresonant injustament i que en realitat és el seu padrí. També s'assabenta que en Ben Babbaw, un amic d'escola del pare d'en Harry i en Sirius, és qui va trair els seus pares.

### Sinopsi
Al primer capítol, en Harry veu a través d'un somni, Frank Bryce, l'encarregat de manteniment muggle de la mansió de la família Rodle, és assassinat per Lord Voldemort després de trobar-se'l amb en Cuapelada. En Harry es desperta pel mal que li fa la cicatriu.
Els Weasley conviden en Harry i l'Hermione Granger al Mundial de Quidditch, on viatgen amb un portarreu. Després del partit, els Cavallers de la Mort emmascarats, seguidors de Voldemort, ataquen el càmping on s'allotjaven els assistents. La Marca de les Forces del Mal és feta al cel, un fet que provoca un pànic massiu. En aquest moment en Harry descobreix que li falta la vareta, però més tard descobreixen que la tenia la Winky, l'elf domèstic d'en Barty Mauch, i que va ser emprada per llançar la Marca de les Forces del Mal. Després d'això, en Barty Mauch despatxa la Winky.
A Hogwarts, el professor Dumbledore anuncia que l'Alastor «Ull-foll» Murri és el nou professor de Defensa Contra les Forces del Mal. En Dumbledore també anuncia que Hogwarts acollirà el Torneig dels Tres Bruixots, en el qual un representant de Hogwarts competirà contra els paladins d'altres escoles de màgia. El calze de foc triarà els paladins entre els noms que hi hagi. Només hi poden participar estudiants a partir de disset anys. En Harry no major d'edat al món dels bruixots i no hi pot accedir. El calze de foc elegeix Fleur Delacour de Beauxbatons, Viktor Krum de Durmstrang i Cedric Diggory de Hogwarts. Inesperadament, també elegeix en Harry com a quart paladí, un fet que, tant si vol com si no, l'obliga a competir-hi. Molts estudiants, inclòs en Ron, creuen que en Harry va fer trampes per participar-hi només perquè vol més fama, un fet que obrirà un esvoranc en la relació entre en Harry i en Ron.
En Hagrid revela d'amagat a en Harry que la primera prova consisteix a superar un drac per aconseguir un ou d'or. En Harry reflexiona sobre com aconseguir-ho fins que en Murri li suggereix volar. L'Hermione l'ajuda a perfeccionar un encantament d'invocació, que utilitza per fer atraure la seva escombra Raigdefoc i volar per allunyar el drac dels ous per poder aconseguir l'ou daurat. L'ou conté una pista per a la següent prova, però quan s'obre, se senten uns crits eixordadors. Seguint el consell d'en Cedric, en Harry descobreix que ha d'aconseguir aguantar la respiració sota l'aigua durant una hora per a recuperar alguna cosa valuosa per ell del fons del llac del castell.
En les setmanes prèvies a la segona prova, en Harry fa poc per preparar-se i no té idea de com sobreviure sota l'aigua. El dia de la prova, en Dobby, que ara treballa a Hogwarts, li dona escafalga per respirar sota l'aigua, després d'haver sentit parlar-ne a en Murri. En Harry troba en Ron al fons del llac. Tanmateix, es nega a deixar enrere els altres «ostatges». En Krum recupera l'Hermione, però quan la Fleur no apareix, en Harry també s'emporta la seva germana, Gabrielle. En Harry acaba darrer, però li atorguen una qualificació alta per la «força moral» que ha demostrat a la prova.
Mentre parlen a prop del Bosc Prohibit, en Harry i en Krum es troben en Mauch, que havia deixat d'aparèixer a la feina. Sembla boig i afirma haver fet alguna cosa terrible que demana explicar a en Dumbledore. En Harry surt a buscar en Dumbledore i deixa en Krum amb Mauch, però quan tornen es troben en Krum estabornit i en Mauch ha desaparegut. En Murri intenta trobar en Mauch, però no ho aconsegueix. Més tard, en Harry té un somni en què en Voldemort castiga en Cuapelada per un error. En Harry va a dir-ho a en Dumbledore i mentre espera, es troba un pensiu a l'oficina d'en Dumbledore. Gràcies al pensiu, descobreix que el fill d'en Barty Mauch era un Cavaller de la Mort condemnat a Azkaban, on suposadament va morir.
En Harry es prepara per a la prova final, un laberint d'arbustos ple d'obstacles perillosos; l'objectiu és arribar al trofeu que hi ha al centre. Dins del laberint, en Harry i en Cedric arriben a la copa, i accepten tocar-la simultàniament. Malauradament, és un portarreu que els transporta en un cementiri. Allà, en Cuapelada apareix, mata en Cedric per ordre d'en Voldemort i realitza un ritual que implica en Harry per restaurar el cos d'en Lord Voldemort.
Voldemort convoca els seus Cavallers de la Mort i els reprèn per creure'l mort i esmenta que té un seguidor a Hogwarts, que és qui ha portat en Harry fins allà. Després d'això, tortura en Harry i el desafia a un duel. Tot i això, quan ell i en Harry es fan mútuament el primer encanteri, els corrents de les seves varetes es connecten, ja que comparteixen el nucli. Això fa que apareguin els ecos dels encanteris anteriors d'en Voldemort, incloses les manifestacions dels pares d'en Harry i en Cedric. Aquests ecos ajuden en Harry a fugir amb el cos d'en Cedric a la copa per poder tornar a Hogwarts.
Enmig del pànic provocat per l'arribada sobtada d'en Harry, el professor Murri el porta al seu despatx. Per sorpresa, ell es revela com a seguidor fervent de Voldemort. Després d'haver posat el nom d'en Harry al calze el va guiar durant tot el torneig per assegurar-se que tocaria el portarreu. Mentre en Murri es prepara per matar en Harry, en Dumbledore, la McGonagall i l'Snape intervenen i estaborneixen en Murri. Llavors, es descobreix que en Murri havia estat suplantat pel fill d'en Barty Mauch (que té el mateix nom i que se suposava que era mort) gràcies a la poció de la mutació. Utilitzant Veritaserum, s'assabenten que en Mauch pare havia rescatat el seu fill per complir el desig de la seva dona que estava a punt de morir. Aleshores, en Mauch fill va restar a casa fins que la Winky va convèncer el seu pare perquè li permetés assistir al Mundial de Quidditch, d'on va escapar, va robar la vareta d'en Harry i va conjurar la Marca de les Forces del Mal. Voldemort va descobrir en Mauch fill i va conspirar per instal·lar-lo a Hogwarts, segrestant el veritable «Ull-foll» Murri. En Mauch pare va ser empresonat per en Cuapelada, i quan va escapar a Hogwarts, en Mauch fill el va matar.
En Dumbledore anuncia el retorn de Voldemort a l'escola. No obstant això, moltes persones, inclòs el conseller d'Afers Màgics Cornelius Fudge, es neguen a creure-ho. Aleshores, per ordre d'en Fudge un demèntor fa un petó a en Mauch, un fet que fa que no pugui testificar pel retorn de Voldemort. Dumbledore posa en acció els plans contra en Voldemort. Més tard, ja de tornada a casa, en Harry que no vol el premi, el dona als bessons Fred i George Weasley perquè comencin el negoci de la Botiga dels Bessons Bromistes. Finalment, en Harry torna a cal Dursley per passar-hi l'estiu.

## Desenvolupament
Harry Potter i el calze de foc és el quart llibre de la sèrie Harry Potter. El primer, Harry Potter i la pedra filosofal, va ser publicat per Bloomsbury el 26 de juny de 1997. El segon, Harry Potter i la cambra secreta, es va publicar el 2 de juliol de 1998. El tercer, Harry Potter i el presoner d'Azkaban, el 8 de juliol de 1999. El calze de foc és gairebé el doble de llarg que els tres primers llibres (l'edició de butxaca tenia 636 pàgines). Rowling va declarar que «sabia des del principi que seria el més llarg dels quatre primers» i de fet, acabaria sent el més llarg de la sèrie. Va dir que hi havia d'haver un «avançament adequat» per a la conclusió i precipitar la «trama complexa» podria confondre els lectors. També va afirmar que «tot és a una escala més gran», cosa que era simbòlic, ja que els horitzons d'en Harry es van eixamplar tant literalment com metafòricament a mesura que creixia. També volia explorar més el món màgic.
Fins a l'anunci del títol oficial el 27 de juny de 2000, el llibre s'anomenava pel seu títol provisional, Harry Potter IV. Anteriorment, a l'abril, l'editorial l'havia catalogat com a «Harry Potter and the Doomspell Tournament» (Harry Potter i el Torneig de Doomspell). Tanmateix, J. K. Rowling va expressar la seva indecisió sobre el títol en una entrevista a Entertainment Weekly. «Vaig canviar d'opinió dues vegades sobre quin havia de ser [el títol]. El títol de l'obra havia de ser Harry Potter and the Doomspell Tournament. Llavors, vaig canviar Doomspell per Triwizard [traduït al català com a Torneig dels Tres Bruixots]. Llavors vaig dubtar entre Goblet of Fire [traduït al català com a Calze de foc] i Triwizard Tournament. Al final, vaig preferir Goblet of Fire perquè té aquesta mena de sensació de tassa de destí, que és el tema del llibre.»
Rowling va esmentar que originalment havia fet aparèixer al llibre a una familiar dels Weasley anomenada Malfalda, que, segons Rowling, era la filla d'un cosí segon que era corredor de borsa tal com apareixia a La pedra filosofal. Aquest corredor de borsa havia estat molt groller amb el senyor i la senyora Weasley en el passat, però ara ell i la seva dona (muggle) van tornar als Weasley demanant la seva ajuda per introduir la seva filla a la societat màgica abans que comencés a Hogwarts. Se suposava que la Malfalda era de la residència Slytherin i havia d'omplir la subtrama de la Rita Skeeter, però finalment va ser eliminada perquè òbviament el que podia descobrir un nen d'onze anys tancat a l'escola era limitat. Rowling va considerar que Rita Skeeter era «molt més flexible». Rowling també va admetre que el quart llibre era el més difícil d'escriure en aquell moment perquè va notar un forat argumental gegant a mig camí del procés d'escriptura. En particular, Rowling va tenir problemes amb el novè capítol, «La marca de les forces del mal», que va reescriure tretze cops.

## Temes
Jeff Jensen, que va entrevistar Rowling per a Entertainment Weekly l'any 2000, va assenyalar que el fanatisme és un gran tema a les novel·les de Harry Potter i en particular El calze de foc. Va esmentar com en Voldemort i els seus seguidors tenen prejudicis contra els muggles i com, a El calze de foc, l'Hermione forma un grup per alliberar els elfs domèstics de Hogwarts (PET) que «han estat servidors tant de temps que ja no volen cap altra cosa». Quan hom li va preguntar per què va explorar aquest tema, Rowling va respondre:
| « | Perquè el fanatisme és probablement el que més detesto. Totes les formes d'intolerància, tota la idea de «allò que és diferent de mi és necessàriament dolent». M'agrada molt explorar la idea que la diferència és bona. Però hi ha una altra idea que també m'agrada explorar. Els grups oprimits no són, en general, persones que es mantenen fermament junts; no, malauradament, es subdivideixen entre ells i lluiten aferrissadament. Això és la naturalesa humana, així que això és el que veus aquí. Aquest món de bruixes i bruixots, ja estan ostracitzats, i després dins ells mateixos, han format un repugnant ordre jeràrquic. | » |

També va comentar que no pensava que això fos massa «pesat» per als nens, ja que era una d'aquelles coses en què «un gran nombre de nens d'aquesta edat comencen a pensar».

## Publicació i recepció

### Publicació del Regne Unit/EUA
El calze de foc va ser el primer llibre de la sèrie de Harry Potter que es va estrenar simultàniament als Estats Units i el Regne Unit, el 8 de juliol de 2000. La data va caure estratègicament en un dissabte perquè els nens no s'haguessin de preocupar perquè el fet d'anar l'escola entrés en conflicte amb la compra del llibre. Va tenir una primera impressió de més de cinc milions de còpies. Va rebre una tirada rècord de 3,9 milions. Tres milions de còpies del llibre es van vendre durant el primer cap de setmana només als EUA. FedEx va enviar més de 9.000 camions i 100 avions per fer el lliurament de llibres. La pressió en l'edició va provocar un error que mostra el pare d'en Harry sortint primer de la vareta de Voldemort; tanmateix, com es confirma a El pres d'Azkaban, James va morir primer, així que llavors la mare d'en Harry hauria d'haver sortit primer. Això es va corregir en edicions posteriors.

### Publicitat
Per donar a conèixer el llibre, Bloomsbury va organitzar un tren especial anomenat Hogwarts Express, que va anar de King's Cross a Perth, transportant J. K. Rowling, un enviament de llibres perquè els signés i els vengués, representants de Bloomsbury i la premsa. El llibre es va llançar el 8 de juliol de 2000 a l'andana 1 de King's Cross, que s'havia anomenat «Andana 9 3⁄4» per a l'ocasió. El tren va fer escala al centre ferroviari de Didcot, Kidderminster, Severn Valley Railway, Crewe (aturada nocturna), Manchester, Bradford, York, National Railway Museum (aturada nocturna), Newcastle, Edimburg, arribant a Perth l'11 de juliol. La locomotora era la locomotora de vapor de la classe West Country n. 34027 Taw Valley, que es va pintar especialment de vermell per a la gira. Més tard va tornar a pintar-se de color verd (els repintats van ser sol·licitats i pagats per Bloomsbury). Els vagons del tren incloïen un vagó dormitori. A l'altre extrem s'hi va unir una locomotora dièsel, per utilitzar-la quan calguessin inversions, com ara la primera etapa del viatge fins a Ferme Park, just al sud de Hornsey. La gira va generar considerablement més interès en la premsa que el llançament de la pel·lícula Thomas and the Magic Railroad que es va estrenar a Londres el mateix cap de setmana.

### Recepció crítica
Harry Potter i el calze de foc ha rebut crítiques majoritàriament positives. A The New York Times, l'autor Stephen King va afirmar que el Calze de foc era «tan bo» com els llibres anteriors de la sèrie i en va elogiar l'humor i les trames secundàries, tot i que va comentar que «també hi ha una quantitat lleugerament cansada de baralles d'adolescents... és una cosa d'adolescents». Kirkus Reviews el va descriure com «una altra gran història de màgia i misteri […] que sembla més curta del que és». No obstant això, van comentar que sí que tendeix a endarrerir-se, sobretot el final amb dos malvats van aturar l'acció per donar explicacions massa extenses, i que els problemes a resoldre en les seqüeles deixarien «incòmodes molts lectors, sobretot nord-americans». Per a The Horn Book Magazine, Martha V. Parravano va fer una crítica equidistant, dient que «alguns el trobaran ampli, escrit de manera convincent i absorbent; d'altres, llarg, divagant i tortuosamente ple d'adverbis». Una ressenya de Publishers Weekly va elogiar les «cortines de fum del llibre, les pistes enginyoses i les sorpreses complicades que desarmen el públic més atent» i va dir que per ella «pot ser que sigui el més emocionant fins al moment». Escrivint per The New Yorker, Joan Acocella va assenyalar que «mentre els volums anteriors es mouen com un llamp, aquí el ritme és més lent, l'energia més dispersa. Al mateix temps, el to es torna més greu».
Kristin Lemmerman, de CNN, va dir que no és gran literatura, per ella «el començament contenia massa resum per presentar els personatges als nous lectors, tot i que Rowling torna ràpidament a la pista i presenta als lectors a una sèrie de nous personatges ben dibuixats.» Escrivint per Salon.com, Charles Taylor va ser generalment positiu sobre el canvi d'estat d'ànim i el desenvolupament dels personatges. Kristen Baldwin a Entertainment Weekly' va donar a El calze de foc la qualificació de A-, lloant-ne el desenvolupament dels personatges, així com els molts temes presentats. Tanmateix, li preocupava que un clímax impactant pugui ser una «fàbrica de malsons» per als lectors joves. El 2012 va ocupar el lloc número 98 d'una llista de les 100 millors novel·les infantils publicades per School Library Journal.

## Premis i honors
Harry Potter i el calze de foc va guanyar diversos premis, inclòs el premi Hugo 2001 a la millor novel·la. Va guanyar el premi Indian Paintbrush Book Award 2002, el tercer després de La pedra filosofal i El pres d'Azkaban. La novel·la també va guanyar un Oppenheim Toy Portfolio Platinum Award per un dels millors llibres, que va afirmar que era «més intensa que els tres primers llibres». A més, Entertainment Weekly va incloure El calze de foc al segon lloc de la seva llista de The New Classics: Books – Les 100 millors lectures del 1983 al 2008. The Guardian va classificar Harry Potter i el Calze de Foc al número 97 de la seva llista dels 100 millors llibres del segle xxi.

## Adaptacions

### Pel·lícula
Harry Potter i el calze de foc es va adaptar en una pel·lícula que va ser estrenada a tot el món el 18 de novembre de 2005, dirigida per Mike Newell i escrita per Steve Kloves. La pel·lícula va recaptar 102,7 milions de dòlars el cap de setmana d'obertura, i finalment va recaptar 896 milions de dòlars a tot el món. La pel·lícula també va ser nominada a la millor direcció artística a la 78a edició dels Oscar. La pel·lícula es va doblar al català el mateix any pels estudis Sonoblok sota la direcció de Quim Roca i la traducció de Lluís Comes.

### Videojoc
També es va convertir en un videojoc per a PC, PlayStation 2, Nintendo DS, Nintendo GameCube, Xbox, Game Boy Advance i PlayStation Portable per Electronic Arts. Es va estrenar just abans de la pel·lícula.